# Sierra Leone na Letnich Igrzyskach Olimpijskich 1984
Sierra Leone na Letnich Igrzyskach Olimpijskich 1984 w Moskwie reprezentowało 7 zawodników: 6 mężczyzn i 1 kobieta. Najmłodszym olimpijczykiem był biegacz Felix Sandy (19 lat 238 dni), a najstarszym bokser Egerton Forster (24 lata 275 dni)
Był to trzeci start reprezentacji Sierra Leone na letnich igrzyskach olimpijskich.

## Boks
Mężczyźni
- Israel Cole – waga lekkośrednia (5. miejsce)
- Egerton Forster – waga ciężka (9. miejsce)

## Lekkoatletyka
Kobiety
- Eugenia Osho-Williams – biegi na 100 (odpadła w eliminacjach)

Mężczyźni
- Ivan Benjamin – bieg na 100 metrów (odpadł w eliminacjach), bieg na 200 metrów (odpadł w eliminacjach)
- David Sawyerr – bieg na 200 metrów (odpadł w eliminacjach)
- sztafeta 4 × 100 metrów: Abdul Mansaray, David Sawyerr, Felix Sandy, Ivan Benjamin (odpadła w eliminacjach)